# Molophilus (Molophilus) neovaruna
Molophilus (Molophilus) neovaruna is een tweevleugelige uit de familie steltmuggen (Limoniidae). De soort komt voor in het Oriëntaals gebied.